# Horișnea Vîhnanka, Ciortkiv
Horișnea Vîhnanka (în ucraineană Горішня Вигнанка) este localitatea de reședință a comunei Horișnea Vîhnanka din raionul Ciortkiv, regiunea Ternopil, Ucraina.

## Demografie
Componența lingvistică a localității Horișnea Vîhnanka
     Ucraineană (98,75%)
     Alte limbi (1,08%)
Conform recensământului din 2001, majoritatea populației localității Horișnea Vîhnanka era vorbitoare de ucraineană (98,75%), existând în minoritate și vorbitori de alte limbi.